# Eddumailaram
Eddumailaram é uma vila no distrito de Medak, no estado indiano de Andhra Pradesh.

## Demografia
Segundo o censo de 2001, Eddumailaram tinha uma população de 13 584 habitantes. Os indivíduos do sexo masculino constituem 52% da população e os do sexo feminino 48%. Eddumailaram tem uma taxa de literacia de 77%, superior à média nacional de 59,5%: a literacia no sexo masculino é de 82% e no sexo feminino é de 71%. Em Eddumailaram, 13% da população está abaixo dos 6 anos de idade.